# Your Time is Gonna Come
A Your Time is Gonna Come a Led Zeppelin 1969-es Led Zeppelin című, debütáló albumának ötödik dala. Szerzője Jimmy Page gitáros és John Paul Jones basszusgitáros/billentyűsök voltak. A dalt a többrétegű kettősség jellemzi, ami érdekes karaktert ad neki. Míg John Bonham dobos ritmusai kőkemény alapot szolgáltatnak, addig a rá érkező orgona és gitártémákat, valamint a vokálokkal megtámogatott, fogós refrént éteri és lágy hangzás jellemzi. Az első album kevésbé ismert tétele, és a korai években is mindössze egyszer-kétszer játszotta az együttes.

## Történet
A dalt 1968 októberében rögzítettek az első album készítése során a londoni Olympic Studiosban. A dalban Jimmy Page egy elhangolódott, 10 húros Fender steel gitárt használt.
A dal Jones orgona bevezetőjével kezdődik, ami nagymértékben idézi César Franck műveit, míg a basszusgitár szólamát az orgona basszuspedáljaival játszotta fel. A hippistílusú dal gyökerei, főleg a  verzék szerkezetében, visszavezethetőek a Hey Joe című szám Jimi Hendrix féle interpretációjához. A szám végén hallható záró gitárfutam ugyancsak hasonlóságot mutat vele. A dal szövege szintén, amely  egy hűtlen lányról szól, aki a hosszan szenvedő szerelmestől egyszer megfizet álnokságáért. A „One of these days and it won't be long / You'll look for me and I'll be gone” sorok Ray Charles I Believe to My Soul című dalából származnak, ami Robert Plant R&B iránti vonzalmáról tanúskodik.
Az album megjelenése után a Rolling Stone magazin elmarasztalta az együttest, mondván, hogy a Your Time is Gonna Come túlságosan hasonlít a Traffic Dear Mr. Fantasy című dalára. Az együttes kapcsolata a lappal és más kritikusokkal mindig is feszült maradt. Keith Shadwick a Led Zeppelin The Story of a band and their music, 1968-1980 című könyv szerzője az első lemez leggyengébb darabjának nevezte, és hozzátette, hogy ebben a „nem kiemelkedő alkotásban a refrén elcsépeltségét, még Page hangszerelői tehetsége sem tudja elfedni”. A könyv szerint Plant itt lehetőséget kapott arra, hogy visítozások nélkül végigénekelhessen egy számot, és teljesítményéről jó véleménnyel írt a szerző.
A dal egyetlen ismert koncertfelvétele 1971. szeptember 24-éről, egy tokiói fellépésről származik, amikor a Whole Lotta Love egyvelegében egy kis részletét játszották el. A koncert anyaga a Light and Shade című kalózfelvételen jelent meg.
A dal első feldolgozása Sandie Shaw 1969-es Reviewing the Situation című albumán jelent meg. Az albumon Shaw olyan együttesek dalait énekelte el, akik szerinte a leginkább meghatározták az 1960-as évek zenéjét. Egyébként ez volt az első Led Zeppelin-feldolgozás. Jimmy Page 1999-es turnéján a The Black Crowesszal játszotta a dalt, és az egyik koncertfelvétel az együttes Live at the Greek című albumára is felkerült. A Dread Zeppelin reggae stílusú feldolgozása az 1990-es Un-Led-Ed című albumukon jelent meg. A bluegrass és rock stílusú Iron Horse szintén feldolgozta a számot, ami a Whole Lotta Bluegrass: A Bluegrass Tribute to Led Zeppelin kiadványon jelent meg. A Fülöp-szigetekről származó Wolfgang zenekar a 2001-ben kiadott Black Mantra albumán értelmezte át a szerzeményt, míg a Vanilla Fudge a Led Zeppelin átiratokat tartalmazó 2007-es Out Through the In Door záródalaként használta fel. Slash egy interjú alkalmával elárulta, hogy a "Your Time is Gonna Come" az egyik kedvenc Zeppelin dala, míg a neves producer Rick Rubin megjegyezte hogy „Olyan a dal hangzása, mintha a dobok egy nagyszerű rock dalt játszanának, míg a gitárok lágy népdalt. A refrénje pedig a Led Zeppelin egyik legszebb kórusa, a sötét hangulatú szöveg ellenére is.“

## Közreműködők
- Jimmy Page – gitár
- Robert Plant – ének
- John Paul Jones – orgona
- John Bonham – dob

## Bibliográfia
- Chris Welch: Led Zeppelin: Dazed and Confused: The Stories Behind Every Song, ISBN 1-56025-818-7
- Dave Lewis: The Complete Guide to the Music of Led Zeppelin, ISBN 0-7119-3528-9